# Victor Zaslavsky
Victor Lvovich Zaslavsky (en russe Виктор Львович Заславский, transcription : Viktor Lvovitsch Saslavski ; né le 26 septembre 1937 à Leningrad en Union soviétique et décédé le 26 novembre 2009 à Rome) était un sociologue soviétique, émigré après 1975.

## Biographie
Après avoir travaillé comme ingénieur pendant dix ans il est entré à l'université de Leningrad comme professeur de sociologie. Obligé pour des raisons politiques de quitter l'Union soviétique en 1975, il a acquis la citoyenneté canadienne. Sa carrière scientifique l’a conduit à être professeur invité dans différentes universités : Université Memorial de Terre-Neuve à Saint-Jean, au Canada, à l'université de Florence, à l'université de Venise, à l'université de Californie à Berkeley et à l'université Stanford, et il est devenu professeur à la Libera Università Internazionale degli Studi Sociali à Rome. Il était coéditeur de la revue trimestrielle Telos.
En 2009 son étude sur le massacre de Katyn lui a valu le prix Hannah-Arendt de la Fondation Heinrich Böll.
Il était marié à l'historienne italienne Elena Aga Rossi (née en 1940), avec laquelle il a reçu le prix d'histoire Acqui en 1998.